# Jordan Hicks
Pour les articles homonymes, voir Hicks.
(en) Statistiques sur pro-football-reference
Jordan Hicks, né le 27 juin 1992 à Colorado Springs dans le Colorado, est un sportif professionnel américain de football américain évoluant au poste de linebacker dans la National Football League (NFL) depuis la saison 2015.
Sélectionné en 84e choix global lors du troisième tour de la draft 2019 de la NFL par la franchise des Eagles de Philadelphie, il y joue pendant quatre saisons et y remporte le Super Bowl LII au terme de la saison 2017. Il rejoint ensuite les Cardinals de l'Arizona (2019–2021), les Vikings du Minnesota (2022–2023) et les Browns de Cleveland en 2024.
Au niveau universitaire, il a joué pour les Longhorns de l'université du Texas pendant cinq saisons (2010-2014) dans la NCAA Division I FBS et sa Big 12 Conference où il est sélectionné dans la deuxième équipe de la Big 12 en 2014.

## Carrière universitaire
En 2010, Hicks rejoint l'Université du Texas à Austin et l'équipe des Longhorns du Texas, il y jouera jusqu'en 2014.
Après avoir souffert de deux blessures ses deux premières années, le linebacker pourra enfin s'exprimer pleinement en jouant la totalité de ses 13 matchs en 2014.

## Carrière professionnelle

### Draft
Hicks est sélectionné en 84e choix global lors du 3e tour de la draft 2015 de la NFL par les Eagles de Philadelphie. Le 14 mai 2015, il signe son contrat rookie de 4 ans pour un montant de 2,99 millions de dollars,,,.

### Eagles de Philadelphie

#### 2015
Il fait ses débuts en NFL le 20 septembre 2015 contre les Cowboys de Dallas, en remplacement de Mychal Kendricks et de Kiko Alonso, tous deux sortis sur blessure. Il parvient notamment à réaliser 7 plaquages, un fumble forcé et un sack. La clavicule du quarterback des Cowboys, Tony Romo est cassée à la suite de ce premier sack en carrière de Hicks.
La semaine suivante, lors du déplacement chez les Jets de New York, Hicks réalise le plus grand nombre de plaquages de son équipe (10), il réussit également à intercepter une passe de Ryan Fitzpatrick et à recouvrir un fumble.
Le 8 novembre, au cours du second match contre les Cowboys, Hicks marque le premier touchdown de sa carrière après avoir intercepté une passe de Matt Cassel laquelle est retournée jusque dans l'en-but après une course de 67 yards. Cependant, plus tard dans le match, Hicks se déchire le muscle pectoral. Il est placé le 9 novembre sur la liste des réservistes blessés. À ce stade de la saison, Hicks était le leader de l'équipe en ce qui concerne le nombre de plaquages et était légitimement prétendant à la course du trophée de rookie défensif de l'année. Il termine sa saison avec un final de 50 plaquages dont 43 en solo, trois passes défendues, deux interceptions, un sack et un touchdown lors des huit matchs disputés dont cinq en tant que titulaire. Les Eagles terminent 2015 avec un bilan de 7 victoires pour 9 défaites ce qui provoque le renvoi de l'entraîneur principal Chip Kelly.

#### 2016
Lors du camp d'entraînement, Hicks est considéré en tant que titulaire pour le poste de linebacker central, avec comme premier remplaçant le vétéran Stephen Tulloch (en). Les Eagles choisissent de passer à une défense de base 4-3 et demandent à Hicks de prendre le relais au poste de linebacker central après le départ à la retraite de DeMeco Ryans
,. L'entraîneur principal Doug Pederson confirme Hicks comme titulaire pour le début de la saison régulière
Lors du premier match et la victoire 29 à 10 contre les Browns de Cleveland, Hicks totalise quatre plaquages en solo et dévie une passe adverse. Le 23 octobre 2016 il réussit 11 plaquages, deux passes déviées et un sack sur le quarterback Sam Bradford des Vikings (victoire 21 à 10). La semaine suivante, (défaite 23 à 29 contre les Cowboys), il accumule six plaquages, une passe déviée et réussit la première interception de sa saison. En 9e semaine lors de la défaite 23 à 28 contre les Giants, il effectue sept plaquages, deux passes déviées et une interception. Le 1er janvier 2017, il totalise cinq plaquages en solo, deux passes déviées et deux interceptions lors de la victoire 13 à 27 contre les Cowboys. Il termine la saison avec un bilan de 85 plaquages dont 58 en solo, 11 passes déviées, cinq interceptions et un sack en 16 matchs, tous joués en tant que titulaire.

#### 2017
Sous les ordres du coordinateur défensif Jim Schwartz pour la deuxième saison, Hicks est à nouveau désigné titulaire au poste de middle linebacker après ses performances en 2016.
Il totalise sept plaquages et recouvre un fumble du quarterback Kirk Cousins lors de la victoire 30 à 17 contre les Redskins de Washington en match d'ouverture de sa saison. Le 1er octobre 2017, il réussit sept plaquages (record de sa saison lors de la victoire 26 à 24 chez les Chargers de Los Angeles.
Hicks se blesse au talon d'Achille en 7e semaine lors du deuxième match de la saison contre les Redskins ce qui met fin à sa saison.
Sans Hicks, les Eagles gagnent 13 matchs et remportent 41 à 33 le Super Bowl LII disputé contre les Patriots de la Nouvelle-Angleterre.

### Cardinals de l'Arizona
Le 15 mars 2019, il signe un contrat de 4 ans pour 36 millions de dollars avec les Cardinals de l'Arizona.

### Vikings du Minnesota
Le 15 mars 2022, Hicks signe un contrat de deux ans avec les Vikings du Minnesota.
Il est titulaire lors des 17 matchs de la saison régulière remportant le titre de leur division et terminant avec le deuxième plus grand nombre de plaquages et de passes défendues de son équipe.
Le 13 mars 2023, Hicks accepte une restructuration de son contrat. En 6e semaine lors de la victoire 19 à 13 contre les Bears, il totalise 10 plaquages, une interception et inscrit un touchdown de 42 yards à la suite d'un fumble qu'il a récupéré. 
Le 12 novembre 2023, Hicks subit une contusion à la jambe lors du match contre les Saints. Un gonflement de sa jambe amène les Vikings à le faire examiner plus et il doit subir une intervention chirurgicale pour traiter le syndrome des loges. Les Vikings le placent sur la liste de réserve des blessés deux jours plus tard. Il est réactivé le 23 décembre 2023.

### Browns de Cleveland
Le 13 mars 2024, Hicks signe un contrat de deux ans avec les Browns de Cleveland.

## Statistiques

### Universitaires
| Année       | Équipe             | Statut      | MJ |       | Plaquages | Plaquages | Plaquages | Plaquages |       | Interceptions | Interceptions | Interceptions | Interceptions |  | Fumbles | Fumbles |
| Année       | Équipe             | Statut      | MJ | Total | Seul      | Ast.      | Sacks     | Nb.       | Yards | Déf.          | TD            | Nb.           | Rec.          |  |         |         |
| 2010        | Longhorns du Texas | Fr.         | 12 | 021   | 09        | 12        | 1,0       | 0         | 0     | 0             | 0             | 0             | 0             |  |         |         |
| 2011        | Longhorns du Texas | So.         | 13 | 050   | 30        | 20        | 1,0       | 0         | 0     | 3             | 0             | 0             | 1             |  |         |         |
| 2012        | Longhorns du Texas | Jr.         | 03 | 018   | 10        | 08        | 0,0       | 0         | 0     | 1             | 0             | 0             | 0             |  |         |         |
| 2013        | Longhorns du Texas | Jr.         | 04 | 043   | 26        | 17        | 0,0       | 0         | 0     | 0             | 0             | 0             | 0             |  |         |         |
| 2014        | Longhorns du Texas | Sr.         | 13 | 116   | 60        | 56        | 3,5       | 2         | 19    | 2             | 0             | 0             | 0             |  |         |         |
| Totaux NCAA | Totaux NCAA        | Totaux NCAA | 45 | 248   | 135       | 113       | 5,5       | 2         | 19    | 6             | 0             | 0             | 1             |  |         |         |

### Professionnelles
| Année      | Équipe                 | MJ  |                | Plaquages      | Plaquages      | Plaquages      | Plaquages      |                | Interceptions  | Interceptions  | Interceptions | Interceptions |  | Fumbles | Fumbles |
| Année      | Équipe                 | MJ  | Total          | Seul           | Ast.           | Sacks          | Nb.            | Yards          | Déf.           | TD             | Nb.           | Rec.          |  |         |         |
| 2015       | Eagles de Philadelphie | 08  | 050            | 43             | 07             | 1,0            | 2              | 67             | 03             | 1              | 1             | 3             |  |         |         |
| 2016       | Eagles de Philadelphie | 16  | 085            | 58             | 27             | 1,0            | 5              | 41             | 11             | 0              | 0             | 1             |  |         |         |
| 2017       | Eagles de Philadelphie | 07  | 028            | 19             | 9              | 0,0            | 0              | 0              | 0              | 0              | 0             | 1             |  |         |         |
| 2018       | Eagles de Philadelphie | 12  | 091            | 61             | 30             | 3,0            | 0              | 0              | 05             | 0              | 0             | 1             |  |         |         |
| 2019       | Cardinals de l'Arizona | 16  | 150            | 93             | 57             | 1,5            | 3              | 64             | 06             | 0              | 2             | 1             |  |         |         |
| 2020       | Cardinals de l'Arizona | 16  | 118            | 78             | 40             | 0,0            | 1              | 06             | 04             | 0              | 0             | 0             |  |         |         |
| 2021       | Cardinals de l'Arizona | 17  | 116            | 75             | 41             | 4,0            | 0              | 0              | 05             | 0              | 1             | 0             |  |         |         |
| 2022       | Vikings du Minnesota   | 17  | 129            | 86             | 43             | 3,0            | 1              | 19             | 10             | 0              | 1             | 0             |  |         |         |
| 2023       | Vikings du Minnesota   | 13  | 107            | 61             | 46             | 1,0            | 1              | 09             | 05             | 0              | 1             | 2             |  |         |         |
| 2024       | Browns de Cleveland    | ?   | Saison à venir | Saison à venir | Saison à venir | Saison à venir | Saison à venir | Saison à venir | Saison à venir | Saison à venir | ?             | ?             |  |         |         |
| Totaux NFL | Totaux NFL             | 122 | 874            | 574            | 300            | 14,5           | 13             | 206            | 49             | 1              | 6             | 11            |  |         |         |

| Année      | Équipe                 | MJ |       | Plaquages | Plaquages | Plaquages | Plaquages |       | Interceptions | Interceptions | Interceptions | Interceptions |  | Fumbles | Fumbles |
| Année      | Équipe                 | MJ | Total | Seul      | Ast.      | Sacks     | Nb.       | Yards | Déf.          | TD            | Nb.           | Rec.          |  |         |         |
| 2018       | Eagles de Philadelphie | 2  | 12    | 09        | 03        | 0,0       | 0         | 0     | 0             | 0             | 0             | 0             |  |         |         |
| 2021       | Cardinals de l'Arizona | 1  | 08    | 02        | 06        | 0,0       | 0         | 0     | 0             | 0             | 0             | 0             |  |         |         |
| 2022       | Vikings du Minnesota   | 1  | 08    | 06        | 02        | 0,0       | 0         | 0     | 0             | 0             | 0             | 0             |  |         |         |
| Totaux NFL | Totaux NFL             | 4  | 28    | 17        | 11        | 0,0       | 0         | 0     | 0             | 0             | 0             | 0             |  |         |         |